# 모닉 헨드릭크스
모닉 헨드릭크스(Monic Hendrickx, 1966년 12월 3일 ~ )는 네덜란드의 배우이다. 황금송아지상 영화 부문 여우주연상 3회 수상자(1998년, 2001년, 2004년)이자, 2008년 AACTA 어워드 여우주연상 수상자이다.

## 출연 작품
- 페리 (2021)
- 블랙 위도우: 파이널 챕터 (2019)
- 갓 온리 노우즈 (2019)
- 케누 (2014)
- 헤트 봄바르드먼트 (2012)
- 로투스 (2011)
- 더 스톰 (2009)
- 왕의 편지 (2008)
- 나디네 (2007)
- 언피니쉬드 스카이 (2007)
- 난리법석 결혼 소동 (2001)